# Jaroslav Drobný (voetballer)
Jaroslav Drobný (Počátky, 18 oktober 1979) is Tsjechisch doelman in het betaald voetbal. Hij werd in juli 2019 transfervrij nadat zijn contract bij Fortuna Düsseldorf afliep. Drobný debuteerde in 2009 in het Tsjechisch voetbalelftal.

## Clubcarrière
Drobný's eerste club was AFK Chrudim in de tweede divisie in Tsjechië. Na zijn eerste seizoen vertrok hij naar FC Vítkovice. De volgende stap die hij nam was naar eerstedivisie club SK Dynamo České Budějovice. Daar speelde hij de eerste seizoenen van zijn profcarrière. In het seizoen 2001-2002 vertrok hij naar Griekenland om daar voor Panionios te gaan spelen. Hij speelde daar vier seizoenen.
In 2005 werd hij opgemerkt door Fulham FC, die hem graag wilde hebben. Toen in de zomer Edwin van der Sar vertrok, werd Jaroslav aangetrokken. Kort na zijn komst bij de Engelse club, raakte hij geblesseerd wat ertoe leidde dat hij niet in de selectie kwam. Hij werd voor een half seizoen verhuurd aan ADO Den Haag. Bij zijn terugkomst in Fulham, bleek zijn contract verlopen en Jaroslav vertrok weer zonder ook maar één wedstrijd gespeeld te hebben.
Op 27 oktober 2006 werd hij overgenomen door Ipswich Town, maar ook hier slaagde hij er niet in een plaats in de selectie te veroveren. Ipswich besloot hem te verhuren aan VfL Bochum, waar hij dankzij een blessure van Peter Skov-Jensen direct in het doel kwam te staan.

## Clubstatistieken
| Seizoen   | Club                       | Duels | Goals |   |
| --------- | -------------------------- | ----- | ----- | - |
| 1999-2001 | SK Dynamo České Budějovice | 46    | 0     |   |
| 2001-2005 | Panionios                  | 101   | 0     |   |
| 2005-2006 | Fulham FC                  | 0     | 0     |   |
| 2005-2006 | → ADO Den Haag (huur)      | 12    | 0     |   |
| 2006-2007 | Fulham FC                  | 0     | 0     |   |
| 2006-2007 | Ipswich Town               | 0     | 0     |   |
| 2006-2007 | VfL Bochum                 | 17    | 0     |   |
| 2007-2010 | Hertha BSC                 | 97    | 0     |   |
| 2010-2016 | Hamburger SV               | 76    | 0     |   |
| 2016-2019 | Werder Bremen              | 10    | 0     |   |
| 2019      | Fortuna Düsseldorf         | 2     | 0     |   |
| Totaal    | Totaal                     | 355   | 0     | 0 |

Bijgewerkt 24 juli 2019

## Interlandcarrière
Drobný nam met Tsjechië deel aan het EK voetbal 2012 in Polen en Oekraïne, waar de ploeg van bondscoach Michal Bílek in de kwartfinales werd uitgeschakeld door Portugal dankzij een rake kopbal van Cristiano Ronaldo. Drobný kwam tijdens dat toernooi niet in actie.